# Moose Hill
Moose Hill est une montagne à la frontière entre la province canadienne de Québec, dans la région de l'Estrie, et l'État américain du Maine, qui fait partie des Appalaches ; son altitude s'élève à 888 mètres.

## Géographie
La montagne, située dans la municipalité de Frontenac, en partie sur la zec Louise-Gosford au nord-est du lac aux Araignées, est traversée par la frontière entre le Canada et les États-Unis. À la limite nord de Moose Hill,  une route forestière privée traverse un col frontalier entre le Canada et les États-Unis à 635 mètres d'altitude : à l'est Lowelltown Road près du mont Van Dyke, et à l'ouest une route privée qui mène à la route Trudel, à Frontenac.